# Bourgeois (entreprise)
Pour les articles homonymes, voir Bourgeois.
La Société Coopérative de Production Bourgeois est une entreprise savoyarde spécialiste dans le matériel de cuisson professionnel pour la restauration commerciale et collective, basée à Faverges, créée en 1946 et disparue en 2018.

## Chronologie
La société Bourgeois est fondée en 1946,, par Maurice Bourgeois. Elle produit dans un premier temps « des réchauds et cuisinières traditionnelles, [avant de] passer progressivement à aux fours professionnels et aux cuisinières électriques moderne, encastrables, entre autres dans les éléments Mobalpa, la grande affaire de Thônes toute proche ! », fait remarquer Paul Guichonnet.
Historique de l'entreprise sous forme d'une chronologie :
- 1974 : à la suite du départ à la retraite du fondateur, cession de la société au groupe FAR Valeo.
- 1981 : à la suite du dépôt de bilan du groupe FAR par Valeo, reprise par les salariés sous forme coopérative sous l'impulsion du syndicaliste Jean-Charles Violi qui en devient le PDG.
- 1986 : le groupe américain Hobart entre au capital de Bourgeois à hauteur de 35 %, suivi par COGAC (groupe GDF Suez) à hauteur de 10 % et SOCODEN à hauteur de 6 %.
- À partir de 1997, Bourgeois reprend d'autres entreprises (Bonnet, BTRI) et se développe sur le marché des établissements hospitaliers[5].
- 2001 : sortie du capital de Hobart. 20e anniversaire de la coopérative. Bourgeois est à cette date le seul industriel français spécialisé dans la fabrication de fours de cuisson professionnels[6].
- En 2003, l'entreprise connait des difficultés en lien avec un conflit entre le PDG et les organisations syndicales[7].
- 2006 : départ de J.-C. Violi ; Guy Babolat est nommé PDG[8].
- 2007 : lancement d'une démarche d'éco-conception, unique dans la profession, accompagnée par le CETIM (Centre d'Études Techniques des Industries Mécaniques).
- 2008 : présentation au salon Équip'hôtel à Paris du nouveau four mixte « Zénith », premier four éco-conçu.
- 2009 : exposition du four « Zénith » à l'Éco Design Center de Sophia Antipolis
- 2010 : le four « Zénith » est le premier appareil de cuisine professionnel qui fait l'objet d'une certification NF éco-conception (norme NF 01-005 ) ; Bourgeois présente à Équip'hôtel un nouveau four de remise en température baptisé « Hélios ».

Prix « Entreprises et Environnement 2010 » décerné par le Ministère du Développement durable et l'ADEME.
- 2011 : Bourgeois complète sa gamme de fours par un modèle de four de cuisson « basse température » baptisé « Convex 180 »
- 2012 : Bourgeois obtient le label « Origine France Garantie » délivré par la bureau de certification Veritas et lance le premier four « mixte » professionnel à destination du grand public[9],[10].
- 2013 : Bourgeois rachète la société Métal Industrie qui fabrique les marques Solymac Solutions cuisson (appareils de cuisson horizontale et fours à pizzas) et Delaubrac Le piano des chefs (fourneaux traditionnels pour les particuliers).

Bourgeois et Cometto (équipementier de l'Ain) forment France Equipement Grande Cuisine en 2016,,.
Bourgeois ferme définitivement les portes après une liquidation ordonnée par le Tribunal de commerce d’Annecy, le 15 mars 2016,. La reconversion des locaux en centre culturel est envisagée,.